# هیدروکسیل‌دار کردن میلاس
هیدروکسیل‌دار کردن میلاس (به انگلیسی: Milas hydroxylation) یک واکنش آلی است که یک آلکن را به یک دی‌ال مجاور تبدیل می‌کند. این واکنش نخستین بار توسط نیکولاس میلاس در دهه ۱۹۳۰ توصیف شد. سیس دی‌ال در اثر واکنش آلکن‌ها با هیدروژن پراکسید و نور فرابنفش یا کاتالیزورهایی چون اسمیم تتراکسید، وانادیوم پنتا اکسید یا کروم تری‌اکسید ایجاد می‌شود.